# Пам'ятний нагрудний знак «Воїн-миротворець»
Пам'ятний нагрудний знак Міністерства оборони України «Воїн-миротворець» — відомча заохочувальна відзнака Міністерства оборони України, що входила до діючої до 2012 року системи відзнак.

## Історія нагороди
- Відзнака встановлена наказом Міністра оборони України від 20 травня 2003 року № 143.
- 30 травня 2012 року Президент України В. Ф. Янукович видав Указ, яким затвердив нове положення про відомчі заохочувальні відзнаки; міністрам, керівникам центральних органів виконавчої влади, керівникам (командувачам) військових формувань, державних правоохоронних органів було доручено забезпечити в установленому порядку перегляд актів про встановлення відомчих заохочувальних відзнак, приведення таких актів у відповідність із вимогами цього Указу[1]. Протягом 2012–2013 років Міністерством оборони України була розроблена нова система заохочувальних відзнак[2], що вже не містила пам'ятного знаку «Воїн-миротворець».

## Положення про пам'ятний нагрудний знак
- Пам'ятним нагрудним знаком Міністерства оборони України «Воїн-миротворець» нагороджуються військовослужбовці Збройних Сил України, які проходили службу у складі українських миротворчих контингентів, миротворчого персоналу, місій Організації Об'єднаних Націй або Організації з безпеки і співробітництва в Європі не менше 60 діб, а також ті військовослужбовці, які отримали поранення, захворювання або травми під час проходження служби у складі українських миротворчих контингентів, миротворчого персоналу, місій Організації Об'єднаних Націй або Організації з безпеки і співробітництва в Європі незалежно від терміну перебування у них.
- Нагородження знаком «Воїн-миротворець» здійснюється наказом Міністра оборони України (по особовому складу).
- Нагородженому знаком «Воїн-миротворець» вручається знак і посвідчення до нього.
- Нагородження знаком «Воїн-миротворець» може бути проведено посмертно.
- У разі нагородження особи знаком «Воїн-миротворець» посмертно знак та посвідчення до нього передаються сім'ї нагородженого.
- У разі втрати (псування) знака «Воїн-миротворець» дублікат на заміну загубленого (зіпсованого) не видається.

## Опис пам'ятного нагрудного знака
- Пам'ятний нагрудний знак Міністерства оборони України «Воїн-миротворець» виготовляється з білого металу і має вигляд схрещених під прямим кутом оливкової гілки і меча вістрям униз по 44 мм завдовжки. На перехресті меча і оливкової гілки розміщено прямий рівносторонній хрест з розбіжними кінцями у центрі якого на круглому медальйоні Знак Княжої Держави Володимира Великого. Всі зображення рельєфні.
- За допомогою вушок та кілець нагрудний знак з'єднується з прямокутною пластинкою з рельєфним пружком, на якій рельєфними літерами виконано напис, що відображає назву географічного регіону чи країни, де проводилася миротворча операція. Розмір пластинки: ширина 36 мм, висота — 8 мм. На зворотному боці пластинки розміщено пристрій для прикріплення нагрудного знака до одягу.
- Існують знаки з написами[3]: «ВОЇН-МИРОТВОРЕЦЬ», «АНГОЛА», «АФГАНІСТАН», «БОСНІЯ», «БОСНІЯ І ГЕРЦЕГОВИНА» («БОСНІЯ ТА ГЕРЦЕГОВИНА»), «ГВАТЕМАЛА», «ГРУЗІЯ», «ЕФІОПІЯ», «ЕФІОПІЯ І ЕРІТРЕЯ» («ЕФІОПІЯ ТА ЕРИТРЕЯ»), «ІРАК», «КОНГО», «КОСОВО», «КУВЕЙТ», «ЛІБЕРІЯ», «ЛІВАН», «МАКЕДОНІЯ», «МОЛДОВА», «СУДАН», «СХІДНА СЛАВОНІЯ», «СЬЄРРА-ЛЕОНЕ» («СЬЄРА-ЛЕОНЕ»), «ТАДЖИКИСТАН», «ХОРВАТІЯ», «ЮГОСЛАВІЯ».

## Порядок носіння відзнаки
Пам'ятний нагрудний знак Міністерства оборони України «Воїн-миротворець» носять на кітелі по центру лівої нагрудної кишені.